# Eusynaptomyces hydrobii
Eusynaptomyces hydrobii är en svampart som först beskrevs av T. Majewski, och fick sitt nu gällande namn av I.I. Tav. 1985. Eusynaptomyces hydrobii ingår i släktet Eusynaptomyces och familjen Ceratomycetaceae.   Inga underarter finns listade i Catalogue of Life.